# Marcello Sorce Keller
Marcello Sorce Keller (Milan, 20 juillet 1947) est un ethnomusicologue, musicologue et musicien suisse.

## Biographie
Marcello Sorce Keller naît à Milan d'une mère suisse et d'un père italien. Il obtient un diplôme en sociologie à Milan, puis un doctorat en musicologie à l'Université de l'Illinois et se consacre à une carrière académique, enseignant dans les universités aux États-Unis (Université de l'Illinois à Urbana et de Chicago, l'Université de Northwestern) et italiennes (Trento, l'École de la musicologie et de pédagogie musicale de Fermo, Conservatoire Giuseppe Verdi). En 1993, il s'installe à Lugano ; depuis lors, il enseigne parfois dans diverses universités européennes (Suisse, Malte), aux États-Unis et en Australie.
Parmi les thèmes qui caractérisent sa pensée se trouve la réévaluation des amateurs en musique, l'attention aux compositeurs mineurs, l'analyse des caractéristiques constitutives des musiques de tradition orale, la relation entre la musique classique et l'inhibition de l'organisme et des questions d'éducation musicale. En outre, dans Musica e sociologia, il a exposé ses idées issue d'articles et de recensions dans les revues de musicologie ; il a contribué à des ouvrages de référence (pour les éditeurs Utet, Garzanti, Einaudi, Bosquet, Garlande, Scarecrow Press et Lyrebird Melbourne) ; il est également connu du grand public en suisse pour des sujets musicaux  radiodiffusés réalisé pendant de nombreuses années pour la Radio et télévision Suisse italienne (RSI).

## Écrits (sélection)
- Musica e sociologia: una breve storia, Milan, Ricordi, 1996,  (ISBN 88-7592-476-7)
- Tradizione orale e canto corale: ricerca musicologica in Trentino; con un'appendice di musiche della Val di Fassa trascritte da Armando Franceschini, Sala Bolognese, Forni, 1991
- Note in libertà: storie di musica e musicisti, Lugano, Radiotelevisione della Svizzera Italiana - Rete Due, 2005,  (ISBN 88-6000-099-8)
- (avec Philip Bohlman et Loris Azzaroni), Antropologia della musica nelle culture mediterranee: interpretazione, performance, identità ; alla memoria di Tullia Magrini, Bologne, CLUEB, 2009,  (ISBN 978-88-491-3166-6)
- «Musica come rappresentazione e affermazione di identità». dans Tullia Magrini (éd.), Universi sonori: Introduzione all'etnomusicologia, Turin, Einaudi, coll. Piccola biblioteca Einaudi n° 207, 2002, p. 187–210,  (ISBN 88-06-16137-7 et 978-88-06-16137-8)
- Piccola filosofia del revival, dans Goffredo Plastino (éd.), La musica folk. Storia, protagonisti e documenti del revival in Italia. Il Saggiatore, Mailand 2016, p. 59–106.
- « La musique de l’émigration italienne et suisse aux États-Unis : quelques expériences personnelles », dans Laurent Aubert (dir.), Colloque Musiques Migrantes, Genève, Ateliers d'ethnomusicologie, 2003 (lire en ligne), p. 197–210
- « En souvenir de Roberto Leydi (1928-2003), les origines et l'évolution de l'ethnomusicologie en Italie », Cahiers de musiques traditionnelles, no 17,‎ 2004, p. 297–314 (OCLC 605201574, lire en ligne)
- avec Linda Barwick (éds.), Out of Place and Time: Italian and Australian Perspectives on Italian Music in Australia, Lyrebird, Melbourne, 2012.
- What Makes Music European – Looking Beyond Sound. Series Europea, Ethnomusicologies and Modernities, Scarecrow Press, 2012.